# توماس فيرمايلين
توماس فيرمايلين (بالهولندية: Thomas Vermaelen؛ المولود 14 نوفمبر 1985) لاعب كرة قدم بلجيكي يلعب حاليًا مع نادي فيسيل كوبي الياباني كما يلعب للمنتخب البلجيكي.
بدأ مسيرته الكروية في بلاده بلجيكا ثم انتقل عام 2004 إلى أياكس أمستردام الهولندي وانتقل في 2009 إلى نادي آرسنال الإنجليزي ثم إلى نادي برشلونة الإسباني مقابل 15 مليون يورو ثم انتقل إلى فيسيل كوبي.

## المسيرة الاحترافية

### أياكس أمستردام
في عام 2000 إنضم اللاعب إلى أكاديمية أياكس أمستردام الهولندية، وبدء مشوار الاحتراف في 15 فبراير 2004 حيثُ لعب أول مُبارةٍ لهُ مع الفريق ضد فولندام وفاز الفريق خارج أرضهِ 2-0 ، وقد كان اللاعب الوحيد في أياكس أمستردام الذي لعبَ مُباراة واحدة وفاز مع الفريق في بطولة الدوري الدوري الهولندي الممتاز ، ومن ثم تم إعارتهُ لنادي فالفيك موسم 2004/2005
لم يَكُن فيرمالين في الفريق الأول عادةً لكنه لعبَ 13 مُباراة سجلَ خلالها هدفين، وجاءت الانطلاقة الحقيقية للاعب عِندمـا عاد لفريقه أياكس أمستردام ليفوز مع الفريق بلقب كأس الاتحاد الهولندي.
أسفر ذلك عن دعوته للانضمام إلى المُنتخبِ البلجيكي لكرةِ القدم، فاز بعد ذلك مع فريق أياكس امستردام بلقب درع جوهان كرويف، وعقب رحيل القائد الأول للفريق كلاس يان هونتيلار أصبح فيرمالين قائداً للفريق عـام 2008/2009.

### آرسنال
إنضم تومـاس فيرمالين إلى الأرسنال من خلال انتقال وصلت قيمته إلى 10 ملايين دولار 8.45 مليون يورو، ليرتفع سعرهُ إلى 10.1 مليون يورو في 19 يونيو 2009، وسجل اللاعب في أولى مُباريات الفريق ضد إيفرتون في الدوري الإنجليزي، وفي 16 أيلول/سبتمبر 2009 سجل هدفهُ الأول في دوري الأبطال ضد فريق ستاندرليج البلجيكي حيث سجل هدف التعادل الثاني لفريقه.
وسجل أيضاً هدفاً في مرمى فريق ويغان أتلتيك وحيث فاز فريقه بنتيجة 4-0، وفاز بجائزةِ أفضلِ لاعبٍ في المُباراة.

### برشلونة
في يوم 9 آب / أغسطس 2014 أعلن نادي برشلونة تعاقده مع اللاعب بعقد لمده 5 سنوات بصفقة قيمتها حوالى 19 مليون يورو قادما من نادي آرسنال الإنجليزي. أصيب بعد توقيعه للعقد ولعب أول مباراة لبرشلونة في 24 مايو 2015 في الجولة الأخيرة من الدوري الأسباني المحسوم لصالح برشلونة.

### روما
يوم 8 أغسطس 2016، انتقل فيرمايلين إلى روما على سبيل الإعارة بموجب عقدٍ مدته عام واحد.

## إنجازات اللاعب

### أياكس أمستردام
- الدوري الهولندي : (مرة واحدة) 2003-2004 .
- كأس هولندا: (مرتين) 2005-2006، 2006-2007.
- درع جوهان كرويف: (مرتين) 2006 ، 2007.

### آرسنال
- كأس الإمارات 2009.
- كأس الاتحاد الإنجليزي 2014.

### برشلونة
- الدوري الإسباني : (مرتين) 2014–15 ، 2015–16.
- دوري أبطال أوروبا: (مرة واحدة) 2014–15.
- كأس ملك إسبانيا: (مرتين) 2014–15 ، 2015–16.
- كأس السوبر الأوروبي: (مرة واحدة) 2015.
- كأس العالم للأندية: (مرة واحدة) 2015.

### فردي
- ضمن فريق الدوري الإنجليزي موسم 2009-2010 .

## روابط خارجية
- توماس فيرمايلين على موقع الاتحاد الدولي (مؤرشف)  (الإنجليزية)
- توماس فيرمايلين على موقع الاتحاد الأوربي (الإنجليزية)
- توماس فيرمايلين على موقع الاتحاد البلجيكي (الإنجليزية)
- توماس فيرمايلين على موقع رابطة كرة القدم اليابانية للمحترفين (اليابانية)
- توماس فيرمايلين على موقع إي إس بي إن إف سي (الإنجليزية)
- توماس فيرمايلين على موقع قاعدة بيانات كرة القدم.إي يو (الإنجليزية)
- توماس فيرمايلين على موقع بيانات كرة القدم. دي إي (الألمانية)
- توماس فيرمايلين على موقع ليكيب (الفرنسية)
- توماس فيرمايلين على موقع ناشيونال فوتبول تيمز (الإنجليزية)
- توماس فيرمايلين على موقع Soccerbase.com (لاعب) (الإنجليزية)